# Batalha de Kojima
A Batalha de Kojima foi uma batalha das Guerras Genpei, ocorrida em 1184 no final do Período Heian da História do Japão.
Perseguindo os sobreviventes  Taira que fugiam da Batalha de Ichi-no-Tani, em direção a Yashima, Minamoto no Noriyori enfrentou e derrotou seus inimigos na batalha em Kojima. O ataque foi dirigido por Sasaki Moritsuna, que cruzou a nado com seus cavalos por um ponto raso do estreito que separa a Ilha de Kojima da ilha Honshū.

## Desenvolvimento da Batalha
Noriyori enviou novamente uma expedição em outubro de 1184, para garantir as terras das províncias da Região de Chugoku, território Taira por excelência, antes de ir para Kyushu. Em 08 de outubro, se deslocou com as tropas recém-chegadas do leste até a Província de Harima, onde é informado sobre as atividades Taira no Porto de Kojima, e então decide atacar essa posição. Kojima é uma pequena ilha, separada de Honshū por um fino braço de mar, grande o suficiente para bloquear Noriyori, pelo menos até que um samurai chamado Sasaki Moritsuna encontra um pescador que mostra-lhes um lugar raso o suficiente para cruzar com seus cavalos. Sem nenhum cuidado para organizar o combate, Sasaki inicia a batalha sem avisar seus aliados. Noriyori em seguida, lança uma carga de cavalaria que leva as forças de Taira no Yukimori a embarcar, enquanto este e Arimori Tadafusa procuram retardá-los com tiros de arco até o anoitecer antes de colocar seus navios rumando em direção a ilha de Shikoku. A cavalaria de Noriyori não consegue perseguir os navios só pode assistir eles partirem.
Depois disso, Noriyori volta a Honshū e permanece lá até o final do ano, bloqueado por dificuldades logísticas e não pode continuar a sua missão. Contudo, mais tarde conseguirá navios e rumará para Kyushu, em fevereiro de 1185.